# Augasmus nigromaculatus
Augasmus nigromaculatus is een keversoort uit de familie glanzende bloemkevers (Phalacridae). De wetenschappelijke naam van de soort werd in 1985 gepubliceerd door Hisamatsu.